# Natale (nome)
Natale  è un nome proprio di persona italiano maschile.

## Varianti
- Maschili: Natalio[3], Natalizio[3]
  - Alterati: Natalino[3][5]
- Femminile: Natalia[3]

### Varianti in altre lingue
- Basco: Natal[6]
- Catalano: Natali[6], Natal[6]
- Francese: Noël
- Galiziano: Nadal[6]
- Latino: Natalis[1][3], Natalius[4]
- Polacco: Natal
- Spagnolo: Natalio[4][6], Natal[6]

## Origine e diffusione

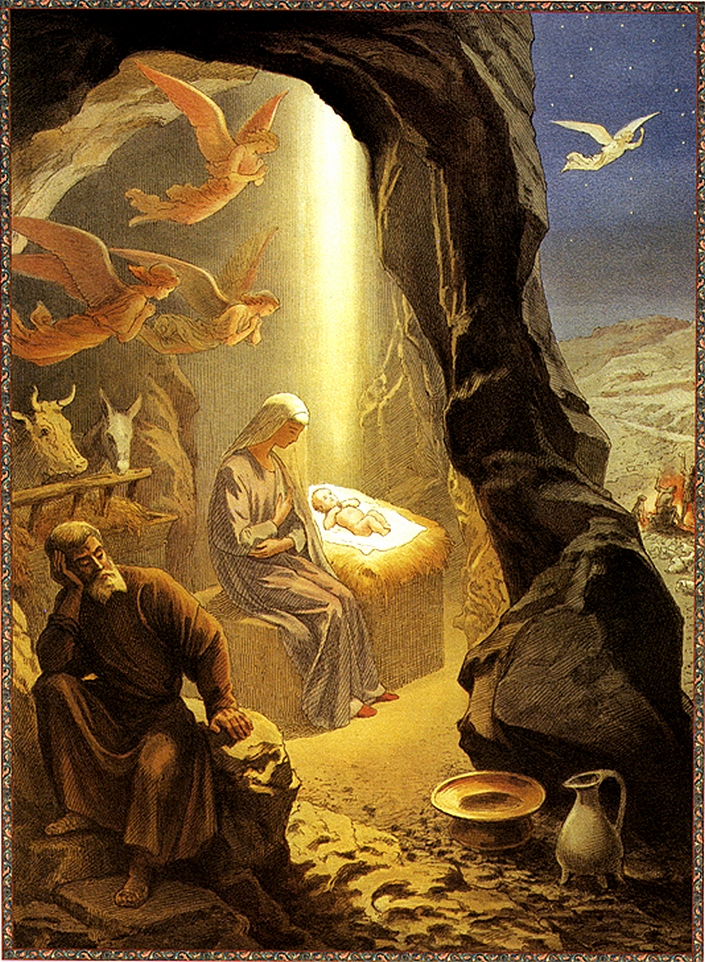
Natale, di Grigorij Gagarin

Si tratta di uno dei più vecchi nomi nati in ambiente cristiano. Derivando dal latino dies natalis ("giorno della nascita", da nasci, "nascere"), in origine faceva riferimento al martirio di Gesù, inteso come sua "nascita" nella vita eterna; dal IV secolo il significato del termine si spostò, andando a indicare il giorno della sua nascita (il Natale), al quale è riferito tutt'oggi.
Ben attestato in tutta la penisola italiana, tradizionalmente viene imposto ai bambini nati nel giorno di Natale, il 25 dicembre.

## Onomastico
Generalmente, l'onomastico si festeggia il 25 dicembre in ricordo del Natale, giorno di commemorazione della nascita di Gesù Cristo; ci sono però alcuni santi e beati con questo nome, commemorati alle date seguenti:
- 21 febbraio, beato Natale Pinot, martire ad Angers[8]
- 13 maggio, san Natale, arcivescovo di Milano[7][8]
- 17 agosto, beato Natale Ilario Le Conte, uno dei martiri dei pontoni di Rochefort[8]
- 21 agosto, san Natale, venerato a Casale Monferrato[8]
- 8 dicembre (o 16 marzo), san Natale Chabanel, sacerdote gesuita, martire in Canada[7][8]

## Persone
- Natale Borsani, calciatore italiano
- Natale Capellaro, ingegnere italiano
- Natale Colla, calciatore italiano
- Natale D'Amico, politico italiano
- Natale Galletta, cantautore italiano
- Natale Gonnella, calciatore italiano
- Natale Masuccio, architetto e gesuita italiano
- Natale Mussini, compositore e maestro di cappella italiano
- Natale Rauty, ingegnere e storico italiano
- Natale Scarpa, meglio noto come Cagnaccio di San Pietro, pittore italiano

### Variante Natalino

Natalino Otto

- Natalino da Murano, pittore italiano
- Natalino Balasso, attore, comico e scrittore italiano
- Natalino Fossati, calciatore e allenatore di calcio italiano
- Natalino Gatti, politico italiano
- Natalino Gottardo, calciatore e allenatore di calcio italiano
- Natalino Irti, giurista italiano
- Natalino Otto, cantante e produttore discografico italiano
- Natalino Pescarolo, vescovo cattolico italiano
- Natalino Sapegno, critico letterario e storico italiano

### Variante Natalio

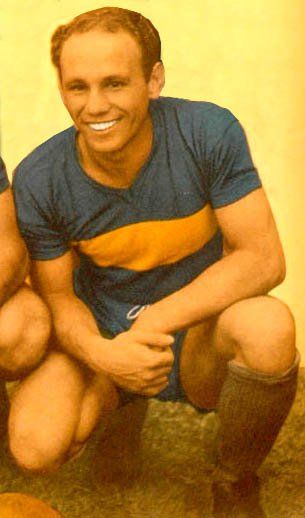
Natalio Pescia

- Natalio Hernández, poeta e intellettuale messicano
- Natalio Mangalavite, pianista, arrangiatore e compositore argentino
- Natalio Perinetti, calciatore argentino
- Natalio Pescia, calciatore argentino
- Natalio Rivas, calciatore spagnolo